# Halloween II (2009)
Halloween II ist ein amerikanischer Horrorfilm von Regisseur Rob Zombie aus dem Jahr 2009. Der Film knüpft an Zombies Horrorfilm Halloween (2007) an und ist gleichzeitig eine Neuverfilmung des gleichnamigen Films von John Carpenter aus dem Jahr 1978, der unter dem deutschen Titel Halloween – Die Nacht des Grauens erschien. Tyler Mane ist wiederum als Michael Myers zu sehen, Scout Taylor-Compton als Laurie Strode und Malcolm McDowell als Dr. Loomis.

## Handlung
Eine Rückblende zeigt den Besuch von Deborah Myers, die ihren Sohn Michael im Smith’s Grove Sanatorium besucht. Sie schenkt ihm die Statue eines weißen Pferdes. Michael erzählt ihr, dass das Pferd ihn an einen Traum erinnere, in dem er ihren Geist sehe. Sie sei komplett in Weiß gekleidet und stehe mit einem weißen Pferd im Eingangsbereich des Sanatoriums und versichere ihm in diesem Traum, dass sie ihn nach Hause zurückholen werde.
Fünfzehn Jahre sind seitdem vergangen. Laurie Strode taumelt blutüberströmt und unter Schock stehend die Straße entlang. Sie murmelt immer wieder, dass sie ihn erschossen habe. Nachdem Sheriff Brackett Laurie gesichtet hat, bringt er sie ins Krankenhaus in die Notaufnahme. Zur selben Zeit sind Ärzte in der Notaufnahme damit beschäftigt, sich um Annie Brackett und Dr. Loomis zu kümmern, die beide durch eine Attacke von Michael Myers schwer verletzt, aber noch am Leben sind. Derweil wird der leblose Körper von Michael in einem weiteren Krankenwagen transportiert. Bedingt durch die Unachtsamkeit des Fahrers, der eine Kuh streift, gerät das Fahrzeug ins Schlingern und verursacht einen Unfall, wobei der Fahrer ums Leben kommt. Ganz plötzlich erwacht Michael Myers wieder zum Leben, tötet den nur verletzten Beifahrer und verlässt das Fahrzeug, wobei sich seine damals gegenüber seiner Mutter geäußerte Traumvision, in der sie ihm im weißen Kleid und in Begleitung eines weißen Pferdes erschien, wiederholt.
Schließlich erscheint Michael im Krankenhaus, fest entschlossen, zu Laurie zu gelangen. Sobald sich ihm jemand in den Weg stellt, muss er sterben. Über Überwachungsmonitore kann Laurie das Geschehen verfolgen und befürchtet, in der Falle zu sitzen, als Michael mit Hilfe einer Axt die Wand zu ihrem Zimmer durchdringen will. Als Michael schließlich versucht, Laurie umzubringen, schreckt diese aus dem Schlaf auf: Zwei Jahre sind seit dem Halloween-Massaker vergangen und Laurie lebt nun bei den Bracketts. Michaels Leiche wird immer noch vermisst. Laurie hat als Folge der Ereignisse brutale und schockierende Alpträume. Während Laurie ihr Trauma mittels einer Therapie aufzuarbeiten sucht, hat Dr. Loomis seines durch das Schreiben eines weiteren Buches überwunden.
Michael hat derweil an einem unbekannten Ort Visionen von Deborah und seinem jüngeren Selbst, die ihn auffordern, Laurie nach Hause zu bringen. So macht Michael sich auf den Weg nach Haddonfield.
Inzwischen wird auch Laurie von Halluzinationen heimgesucht, die denen Michaels ähneln. Sie sieht Deborah und einen jungen Michael im Clownkostüm. Sie sieht sich selbst, wie sie Michaels Taten wiederholt: In einem Clownkostüm fixiert sie Annie in einem Stuhl mit Klebeband und schneidet ihr die Kehle durch, genau so, wie der junge Michael vor Jahren seinen Stiefvater Ronnie White umgebracht hatte. Dr. Loomis hat inzwischen mit der Promotiontour für sein neues Buch begonnen. Als dieses schließlich erscheint, erfährt Laurie die Wahrheit über ihre Vergangenheit: Sie ist Angel Myers, Michaels kleine, lange verlorene Schwester. Um sich abzulenken, will Laurie mit ihren Freunden Harley und Mya eine Halloweenparty besuchen, doch dort taucht Michael auf und tötet Harley. Danach macht er sich auf den Weg zum Haus der Bracketts und ersticht Annie.
Als Laurie nach Hause kommt, findet sie Annie, die im Sterben liegt. Michael tötet inzwischen auch noch Mya und hat es nun auf Laurie abgesehen, die es gerade noch schafft, das Haus zu verlassen, doch von Michael eingeholt wird. Als Michael Laurie schließlich außer Gefecht gesetzt hat, hat diese neuerlich Visionen. Sie sieht sich, ihre Mutter und ihren kleinen Bruder Michael, der sie stützt, während ihre Mutter ihr erste Worte beizubringen versucht und Michael sie auffordert, zu sagen: „Ich liebe dich, Mummy.“
Unmittelbar danach dringt die Polizei in Begleitung von Dr. Loomis ins Haus ein. Loomis versucht, Michael dazu zu bringen, seine Schwester gehen zu lassen. Michael hat jedoch eine Vision, in der ihm seine Mutter erscheint und verkündet, dass es an der Zeit sei, nach Hause zu gehen. Daraufhin schleudert Michael Dr. Loomis durch den Raum und attackiert ihn mit seinem Messer. Beim Bücken nach Loomis’ Leiche kommt Michael ins Schussfeld und wird von Officer Brackett angeschossen. Dabei fällt er rücklings in aufgeschichtetes Metall und wird aufgespießt. Laurie geht zu ihm, streichelt ihm über seine Maske und flüstert: „Ich liebe dich, Bruder.“ Michael lässt daraufhin sein Messer fallen. Laurie hebt es auf und sticht schreiend mehrmals in Brust und Kopf ihres Bruders. Sodann verlässt sie das Haus, wobei sie sich zuvor Michaels Maske über den Kopf gezogen hat, was für entsetzte Blicke bei den Polizeibeamten sorgt. Nach ein paar Schritten fällt sie auf die Knie, nimmt sich die Maske vom Kopf und starrt diese an. Das Bild überschneidet sich und Laurie befindet sich nun in einer psychiatrischen Anstalt. In einer Vision erscheint Laurie in der Tiefe ihres Zimmers ihre Mutter Deborah, die weiß gekleidet ist und ein weißes Pferd mit sich führt.

## Director’s Cut/Alternatives Ende
Der Director’s Cut unterscheidet sich gegenüber der Kinofassung hauptsächlich in der Figur der Laurie Strode, die im Director’s Cut deutlich labiler dargestellt wird. So hat Laurie im Director’s Cut sehr viel mehr mit den traumatischen Erlebnissen aus dem ersten Teil zu kämpfen, ist von Anfang an ein psychisches Wrack, medikamentenabhängig, hat Wahnvorstellungen und praktisch keine positiven Erlebnisse im Film. In der Kinofassung hingegen versucht sie anfangs noch, ihr Leben in den Griff zu bekommen, und rutscht erst nach und nach ab. Der Director’s Cut nimmt sich viel Zeit, dies zu beleuchten. Der Film und die Figur selbst wirken hier daher sehr viel depressiver. Darüber hinaus hat der Director’s Cut ein alternatives Ende, das Laurie, im Gegensatz zur Kinofassung, nicht überleben lässt.
Das Filmende nimmt ab dem Moment einen anderen Lauf, in dem Loomis versucht, Laurie aus ihrer Wahnvorstellung zu reißen, und Michael eine Vision seiner Mutter hat, die ihm sagt, dass es an der Zeit sei, nach Hause zurückzukehren. Es folgt eine Ansicht des Hauses von draußen im Wechsel mit Bildern von Polizisten. Dann bricht plötzlich Michael Myers zusammen mit Loomis durch eine Hauswand nach draußen. Michael reißt sich die Maske vom Kopf und blickt Loomis hasserfüllt an. Dieser versucht noch, ihn zu beruhigen, doch Michael richtet nur ein Wort an ihn: „Stirb!“ Sodann tötet er Loomis mit seinem Messer. Die umstehenden Polizisten eröffnen daraufhin das Feuer auf Michael, der nach etlichen Treffern zusammenbricht und stirbt.
Nun tritt Laurie mit leerem Blick aus dem Haus, begleitet von einer Vision Deborah Myers’. Sie geht zu den Leichen der beiden Männer, während Sheriff Brackett die Szenerie gleichermaßen entsetzt wie ungläubig beobachtet. Laurie geht zu Michaels Leiche, beugt sich hinab, nimmt sein Messer auf, geht zur Leiche von Loomis, stellt sich über ihn und verharrt dort einen Moment. Noch bevor klar wird, was sie vorhat, feuern einige Polizisten Schüsse auf sie ab. Die „Feuer-einstellen!“-Rufe von Sheriff Brackett kommen zu spät, Laurie sackt tödlich getroffen zu Boden. Die Leichen von Michael, Loomis und Laurie werden in einer Totalen von oben gezeigt, während die Kamera langsam auf das Gesicht von Laurie hinabfährt.
Das Bild blendet in einen weißen, sterilen Gang über, an dessen Ende Laurie auf einem Bett sitzt und auf den Boden blickt. Sie schaut hinauf und in ihren Mundwinkeln blitzt langsam ein Lächeln auf. Sie blickt den Gang hinunter, wo ihr die in Weiß gekleidete Deborah mit einem weißen Pferd erscheint. Lauries Lächeln wird breiter. Das Bild blendet schwarz aus und leitet zum Abspann über.

## Produktion

### Produktionsnotizen
Die Dreharbeiten begannen am 23. Februar 2009 in Atlanta in Georgia und dauerten bis zum 9. April 2009 mit Zusatzaufnahmen im Juli 2009. Drehorte des Films waren unter anderem Decatur in Georgia, New Milford in Connecticut, Covington und Madison in Georgia, Los Angeles in Kalifornien, Newborn in Georgia (Amtssitz von Sheriff Brackett) und Conyers in Georgia (Szenen im Wald). Das Budget des Filmes betrug schätzungsweise 15 Mio. US-Dollar.

### Besetzung und Hintergrund
Daeg Faerch, der den jungen Michael Myers im Vorgängerfilm 2007 verkörpert hatte, musste durch Chase Wright Vanek ersetzt werden. Daeg Faerch war zu schnell gewachsen, um da weiterzumachen, wo der Film 2007 aufgehört hatte. Danielle Harris spielte schon im vierten und fünften Teil der Reihe die Rolle der Jamie Loyd.
Die Tatsache, dass man im Verlauf des Films das Gesicht der Figur Michael Myers mehrmals deutlich sieht und dieser am Ende des Films sogar spricht, wurde von den Fans und Filmkritikern überwiegend negativ aufgenommen.
Im Ende der Kino-Version überlebt Laurie. Sie kommt, Michaels Maske tragend, aus dem Haus. Als sie die Maske dann abnimmt, wird dem Zuschauer klar, dass sie aufgrund der traumatischen Ereignisse den Verstand verloren hat. Daher ist die Szene mit Laurie, in der sie in der psychiatrischen Anstalt einsitzt, keine Halluzination.
Umstritten war, ob Laurie in der Director’s-Cut-Version des Films überlebt oder nicht. Regisseur und Drehbuchautor Rob Zombie bestätigte aber ihren Tod im Audiokommentar der DVD.

### Soundtrack
Der Original Motion Picture Soundtrack wurde von Hip-O Records (Universal Music Enterprises) veröffentlicht:
1. The Moody Blues: Nights in White Satin – 4:25
2. 10cc: The Things We Do for Love – 3:33
3. Scream: Amerarockers – 3:02
4. MC5: Kick Out the Jams – 2:43
5. Rod Stewart: I Know – I’m Losing You – 5:22
6. Motörhead: The Chase Is Better Than the Catch – 4:17
7. John 5: Laurie’s Theme – 1:19
8. Captain Clegg and the Night Creatures: Transylvania Terror Train – 2:28
9. Captain Clegg and the Night Creatures: Honky Tonk Halloween – 3:05
10. Foghat: I Just Want to Make Love to You – 4:20
11. Void: Time to Die – 1:37
12. Nan Vernon: Love Hurts – 3:53
13. Tyler Bates: Nurse Killa – 2:34

### Synchronisation
Synchronfirma war die Berliner Synchron AG Wenzel Lüdecke, Dialogbuch: Frank Preissler, Dialogregie: Engelbert von Nordhausen
- Tyler Mane: Michael Myers, stumme Rolle
- Scout Taylor-Compton: Laurie Strode, deutsche Stimme: Nicole Hannak
- Malcolm McDowell: Dr. Samuel J. Loomis, deutsche Stimme: Wolfgang Condrus
- Sheri Moon Zombie: Deborah Myers, deutsche Stimme: Gundi Eberhard
- Danielle Harris: Annie Brackett, deutsche Stimme: Esra Vural
- Brad Dourif: Sheriff Leigh Brackett, deutsche Stimme: Gerald Paradies
- Brea Grant: Mya Rockwell, deutsche Stimme: Anna Grisebach
- Angela Trimbur: Harley David, deutsche Stimme: Millie Forsberg
- Chase Wright Vanek: junger Michael Myers, deutsche Stimme: Salvadore-Hugo Garth
- Dayton Callie: Coroner Hooks, deutsche Stimme: Thomas Haller
- Richard Brake: Gary Scott, deutsche Stimme: Peter Groeger
- Octavia Spencer: Krankenschwester Daniels, deutsche Stimme: Ulrike Völger
- Margot Kidder: Barbara Collier, deutsche Stimme: Joseline Gassen
- Mary Birdsong: Nancy McDonald, deutsche Stimme: Bettina von Nordhausen
- Howard Hesseman: Onkel Meat, deutsche Stimme: Werner Ziebig
- Betsy Rue: Jazlean Benny, deutsche Stimme: Angela Ringer
- Duane Whitaker: Sherman Benny, deutsche Stimme: Uwe Jellinek
- Sylvia Jefferies: Misty Dawn, deutsche Stimme: Angela Ringer

## Rezeption

### Veröffentlichung, Freigabe
Der Film wurde 2009 in folgenden Ländern veröffentlicht: 28. August in den USA und in Kanada, im September in Island und Malaysia, im Oktober in Griechenland, Slowenien, im Vereinigten Königreich, in Irland, Ungarn, Italien, Belgien, auf den Philippinen, im Libanon, in den Niederlanden, in Singapur, Taiwan, Ägypten, in der Tschechischen Republik und in Mexiko (auf dem Morbido Film Fest). 2010 erfuhr er eine Veröffentlichung in Argentinien, Frankreich (auf dem Gérardmer Fantasticarts Film Festival), in Australien (DVD-Premiere), Brasilien, Peru, in der Türkei, in Südkorea, Japan, Schweden, Polen, Finnland und Spanien. Veröffentlicht wurde er zudem in Chile, Kroatien, Litauen, Portugal, Serbien und in Russland. Die englischen Arbeitstitel lauteten H2 und Halloween 2: The Devil Walks Among Us, der Werbetitel H2: Halloween II, alternativ auch Halloween 2 und der komplette Titel lautet Rob Zombie’s Halloween II.
Einen bundesweiten Kinostart gab es, im Gegensatz zum direkten Vorgängerfilm, nicht. Allerdings wurde der Film auf einigen Fantasy-Filmfesten in seiner Originalfassung, die auf der amerikanischen R-Rated beruht, mit Untertiteln aufgeführt. Diese Kinofassung lief ohne vorherige Prüfung der FSK.
Die gängigen deutschsprachigen Veröffentlichungen für den Heimkinomarkt beruhen auf dem Director’s Cut (Unrated). Die ungekürzte Fassung hat keine Freigabe der FSK oder der SPIO/JK erhalten und ist in Deutschland indiziert. DVD- und Blu-ray-Premiere mit einer deutschen Tonspur hatte der Film am 8. Oktober 2010.
Die Verleihfassung trägt eine Prüfplakette der SPIO/JK, mit der Kennzeichnung „keine schwere Jugendgefährdung“, denn auch diese Fassung erhielt keine FSK-Freigabe. Diese Fassung steht in Deutschland ebenfalls auf dem Index, ist aber – gegenüber der ungekürzten Fassung – um rund 1 Minute gekürzt.
Darüber hinaus gibt es eine so genannte „Kaufhausfassung“, die die Freigabe der FSK (keine Jugendfreigabe) erhalten hat, somit nicht mehr indiziert und ohne Einschränkungen verkauft werden kann. Diese Fassung ist im Vergleich mit der ungekürzten Version um etwa 3 Minuten gekürzt.

### Kritik
Mike Hale schrieb in der New York Times vom 28. August 2009, der Film stecke „voller Insiderwitze und Anspielungen“, aber er sei „fast frei von Esprit“.
Das Lexikon des internationalen Films befand, dem Film komme „die Aura des ‚absolut Bösen‘ […] weitgehend abhanden“, denn er setze „anstatt auf Spannungsaufbau […] auf die Aneinanderreihung diverser Meuchelszenen“, weshalb er letztlich „mehr den Prinzipien des Pornos als denen des narrativen Kinos“ folge.
Der Filmkritiker James Berardinelli konnte dem Film nichts abgewinnen und bestätigte ihm, so schlecht zu sein, dass er ihn dazu gebracht habe, seine Kritik zum Film Der Fluch des Michael Myers als bisher schlechtesten dieser Reihe noch einmal zu überdenken. Weiter schrieb Berardinelli, wenn er nicht wüsste, dass Zombie ein bekennender Halloween-Fan sei, würde er annehmen, dass dies ein bewusster Versuch sei, das Franchise zu sabotieren. Zombie verwechsle Dunkelheit mit Atmosphäre. Brutale Tötungen seien nicht gleichzusetzen mit Spannung. Zur Leistung von Scout Taylor-Compton als Laurie Strode, meinte der Kritiker, man könne nicht beschreiben, wie schrecklich sie in ihrer eingleisigen Darstellung sei, das ersticke jeden Funken Hoffnung. Abschließend hieß es, Halloween II sei ein Affront gegen Halloween- und Horror-Fans. Der Film sei ein so katastrophaler Fehltritt, dass er sich davon kaum erholen könne. Michael Myers sei von einem ikonischen Filmmonster in eine Lachnummer verwandelt worden.
Oliver Forsts Kritik bei filmrezension.de ließ ihn, wie er schrieb, „zwiegespalten“ zurück. Er fragte sich, was Zombie mit dem Sequel „bezwecken“ wolle, er schmeiße praktisch alles über Bord, „was die Pluspunkte des ersten Teils“ gewesen seien. Unter den Hauptakteuren gebe es „keine Identifikationsfiguren mehr, alle Beteiligten“ seien „unausstehlich, durch den Wind oder arrogante Arschlöcher. Oder eben Killer. Oder alles zusammen“.

### Erfolg
Am Startwochenende spielte der Film etwa 7 Mio. Dollar ein (3 Mio. weniger als der Vorgänger). Weltweit spielte der Film 39,4 Millionen Dollar ein.

### Auszeichnungen (Auswahl)
- Der Film wurde in der Kategorie „Beste DVD/Blu-ray Collection“ mit dem Saturn Award ausgezeichnet.
- Halloween II erhielt bei den Fangoria Chainsaw Awards 2010 eine Nominierung für den Chainsaw Award in der Kategorie „Schlechtester Film“